# Franz Xaver Partsch
František Xaver Partsch, també Parč o Bartsch (Duchcov(Districte de Teplice), 30 de gener, 1760 - Praga, 6 d'abril, 1822), va ser un compositor de música txec.

## Biografia
Provenia d'una família de cantors i músics. El pare va ser professor, organista i director de cor a Duchcov. També va exercir durant molts anys el càrrec de rector de l'escola. František ja era un excel·lent cantant i pianista de petit. El comte Emanuel Filibert de Valdštejn va notar el seu talent i li va recomanar que estudiés al gimnàs jesuïta de Jihlava. Va continuar els seus estudis a Praga. Va estudiar filosofia i dret, però va destacar més com a cantant, músic i compositor. Des de 1790 va ser professor de música amb el comte Auersperg.
Es va convertir en membre de la Societat Patriòtica Txeca. També va tenir èxit com a compositor. A la temporada 1793–1794, la seva òpera Viktor i Heloise o el judici de les bruixes va estar al repertori del Teatre Nostic. El 1795 es va casar amb la seva compatriota Anna Košťálová, i des del mateix any va dirigir l'òpera al teatre Malostranské de Špengler. A partir de 1795, després de Wenzel Praupner, esdevingué el director del cor de l'Església de la "Mare de Déu aban de Týn".

## Treball
Les seves composicions estan en el pas del classicisme al romanticisme, i sobretot la seva obra vocal ja té un caràcter molt romàntic. Fins i tot les composicions del temple es caracteritzen per melodies populars i elements de dansa.
A més de quatre grans misses, va compondre una sèrie d'ofertoris, cantates, gradualia i motets llatins. Va celebrar l'èxit a la societat de Praga amb les seves cançons i quartets. Les variacions per a piano d'una cançó cosaca o una expressió musical de la Batalla de Lobositz també van tenir èxit. A més de l'òpera Victor und Heloise, oder Das Hexengericht, també va compondre el singspiel Die Feldflasche, del qual només sobreviu una cançó amb acompanyament de piano. Va publicar la seva pròpia escola de piano.